# Шлях (цикл Біра)
Серія «Шлях» — це трилогія науково-фантастичних романів і оповідання американського письменника Грега Біра, які публікувалися з 1985 по 1999 рік. Першим романом був «Еон» (1985), за ним було продовження «Вічність» і приквел «Спадщина». Він також включає «Шлях усіх привидів», новелу, яка знаходиться між «Спадщиною» та «Еоном».

## Романи

### Еон
Роман «Еон» розповідає про появу та відкриття Тістлдауну та його подальший вплив на людство.
На початку ХХІ століття Сполучені Штати і Росія знаходяться на порозі ядерної війни. У цьому напруженому політичному кліматі з ближнього космосу з'являється астероїд після незвичайної наднової зірки та осідає на надзвичайно еліптичній орбіті поблизу орбіти Землі. Обидві країни намагаються заволодіти цим таємничим об'єктом, який, здається, є фактичним дублікатом Юнони. Він порожнистий і містить сім величезних тераформованих камер. Дві з кімнат містять міста, давно покинуті людьми, які, здавалося, прийшли з майбутнього Землі. Його будівельники називають астероїд Тістлдаун. Вражаючим відкриттям є те, що всередині він більший, ніж зовні. Сьома камера ніби тягнеться в нескінченність.
Людські мешканці Тістлдауну походять з альтернативної шкали часу, приблизно 1000 років у майбутньому. У їхній часовій шкалі людська цивілізація була майже знищена «Смертю», лиховою світовою війною із застосуванням ядерної зброї. Смерть сталася приблизно в той самий час, що й поява Тістлдауна в наш час. Його присутність також загрожує спричинити настання Смерті на поточній шкалі часу.
Експедицію відправляють у, здавалося б, нескінченну сьому кімнату («Шлях», як її називають), де вона стикається з нащадками людства. Високі технології цієї цивілізації, відомі як Гексамон, контролюють генну інженерію, поліпшення людини та саму матерію. Гексамон включає кілька інопланетних видів, які прийшли жити з нащадками людства. Сам Гексамон воює з інопланетною расою, відомою як Джарти з дальшого коридору.
У 2007 році CGSociety організувала «CG Challenge» на основі Еон.

### Вічність
Джарти, політика та технології складають другу книгу серії: Вічність.
Релігія джартів заснована на збереженні всіх даних, які охоплюють усі форми життя, минулі та теперішні, і передачі цих даних майбутнім господарям джартів, їхнім нащадкам.

### Спадщина
У третій книзі (приквел, дія якого відбувається в період до Еону), Спадщина, солдата Олмі ап Сеннона відправляють шпигувати за групою дисидентів, які використовували просторово-часовий тунель «Шляху» (введений в Еон) для колонізації чужорідний світ Ламаркії, планети з екосистемою, яка вчиться у зміненому середовищі таким чином, що нагадує еволюцію Ламарка . Його рослини і тварини насправді є частинами організмів розміром з континент.

### Шлях усіх привидів
У короткій історії «Шлях усіх привидів» солдата Олмі ап Сеннона відправляють закрити ураження, яке утворилося з норовливих воріт у досконалість. Ця історія була опублікована в 1999 році в Far Horizons.

## Вигадана історія Тістлдаун
У всесвіті «Шляху» Тістлдаун — це астероїдний зоряний корабель, побудований шляхом видалення «Юнони» та встановлення двигунів масового приводу (рейкової гармати) і термоядерних приводів. Всередині астероїда побудовано сім гігантських «Камер», з яких в одній знаходиться місто для мешканців, а в інших — техніка. Астероїд підготовлений на 500 років у майбутнє, як розповідається в романі Беара «Еон», і він бере участь у подорожі кількох поколінь до Епсилона Ерідані, навколо якого, як відомо, обертається придатна для життя планета.
Подорож розрахована на 60 років, оскільки корабель може підтримувати швидкість лише 20 % швидкості світла. Такі швидкості втратили сенс після того, як технологію Тістлдаун було вдосконалено, включивши в неї інерційні амортизатори, що дозволяють вищі прискорення.
Тіслдаун населяють найкращі та найрозумніші жителі Землі, які дуже різноманітні як культурно, так і політично. Суспільство Тістлдауна включає одного трансцендентного генія, Конрада Корженовського, чия перевага жити в Тістлдауні порівняно із зовнішнім всесвітом спонукає його експериментувати із закритим геодезичним простором-часом у Сьомій кімнаті, 20 років після подорожі Тістлдауна. Результати його експериментів приголомшливі — він створює унікальний кишеньковий всесвіт: Шлях.

## Шлях

### Походження
Однойменний Шлях є продовженням 7-ї палати і був сформований у романах за допомогою механізму 6-ї палати. Цей механізм є вибірковим інерційним демпфером, розробленим інженерами Thistledown з подвійною метою: дозволити Тістлдауну розганятися до межі своїх двигунів (до 99 % швидкості світла) і вибірково гасити інерцію всередині судна, наприклад, вода у водних шляхах, системи високошвидкісних поїздів. Інерційний механізм амортизації всередині 6-ї камери прив'язаний до структури Тістлдаун, рівномірно розподілений навколо камери у вершинах правильного семикутника.

### Створення
Під час створення та повторного з'єднання Шляху до Тістлдауна, персонаж Конрад Корженовський та його інженери спроектували та «побудували» Шлях зі згорнутих геодезичних ліній інерційного амортизаційного поля механізму 6-ї камери. Це описано в книгах, спочатку розглядаючи поле інерційного демпфування: в межах Тістлдауна поле огортає астероїд, ефективно ізолюючи його від метричної системи Ейнштейна, дозволяючи ігнорувати відносну інерцію. Під час активації Тістлдаун був ізольований від свого континууму, але лише вибірково. Його матерія та енергія прив'язували його до континууму та відносного часу, але його геометрія та квантова заплутаність були напружені через інерційний демпфер, що робило його сприйнятливим до суперпросторових спотворень, і тому вони могли негативно впливати на нього.
Корженовскі, яку навчав Васкес на Землі, і розвиваючи свою роботу в Тістлдауні, запланувала радикальне розширення інерційного поля 6-ї камери — фактично нескінченно розширюючи поле в межах 7-ї камери. Щоб зробити це ефективно, він і його інженери модифікували набір інструментів напіврозумного калібрування поля для створення перших ключиць. На відміну від інструментів калібрування поля, від яких вони походять, ключиці мали здатність не тільки маніпулювати полем, але й розширювати його як розширення волі оператора. Вже досить радикально, Корженовський і його команда пішли далі. Розширивши поле 6-ї Палати зсередини 7-ї Зали Тістлдауна, вони могли отримати прямий доступ до того, що Васкес обчислила у своїй власній роботі — альтернативні світові лінії як негравітаційні зігнуті геодезичні суперпростору.
Корженовський, таким чином, «відчув» суперпростір у 7-й Палаті, вибравши нескінченний вибір можливих альтернативних кишенькових всесвітів, доступних Ключиці, щоб сформувати, як чистий акт волі, Шлях із його задумів і його бачення. Отримана структура була побудована не з матерії, а з раніше згорнутих надпростірових векторів, які тепер нескінченно розширені (на зразок складчастої геометрії Шварцшильда або асимптотичної кривої).
Геометрія Шляху також спричинила Порок — оскільки надпросторова геометрія межі поля була розширена нескінченно, тож складені геодезичні поля розгортаються в геометричному центрі Шляху, утворюючи сингулярність. Ця сингулярність, Порок, знаходиться всередині плазмової трубки Шляху (яка, у свою чергу, підтримується Пороком). Порок «створює» гравітацію, активно відштовхуючи матерію від себе в прискоренні в квадраті відстані від себе. Крім того, будь-який об'єкт, що оточує дефект, а потім чинить на нього тиск, відчуває цей тиск як трансляційну силу вздовж довжини дефекту, перпендикулярного до напрямку сили. Рух, викликаний таким чином, можна контролювати кутом, під яким кільцева кільцева оболонка притискається до дефекту. Те ж саме просторове перетворення також можна використовувати для обертання наконечників турбін з метою виробництва електроенергії. Порок допускає порушення Першого Закону Термодинаміки, отже, визначаючи Шлях як вічний двигун Першого порядку, що створює енергію з нічого.

### Рання історія
Беар описав Шлях у тому вигляді, в якому він сформувався, як такий, що знаходиться у вакуумі і не складається з матерії в межах своєї нескінченної довжини. Через надзвичайно незначну неоднозначність, пов'язану з його створенням, синхронність між часом у Шляху та в межах Тістлдауну не була точною. Таким чином, інженери провели два десятиліття, працюючи над виправленням цих недоліків, використовуючи ключиці, щоб маніпулювати стиком між Вей і Тістлдауном. У цей період амбіції спонукали Корженовського використати ключицю, щоб відкрити перші дослідницькі ворота на шляху, що ведуть до всесвіту Джартів. Незважаючи на те, що брама до світу джартів була закрита, просунутим джартам вдалося знову відкрити, розширити, окупувати і навіть оволодіти роботою Шляху. Повернувшись, Корженовський не взяв до уваги ефект затримки часу в межах Шляху, і джарти мали століття на шляху до доступу до альтернативних всесвітів, наприклад до світу Талсітів. Вони створили торгову імперію та були дуже ворожі до людей-творців Шляху, які знову увійшли на їхні території, стабілізувавши зв'язок із Тіслдауном.

### Джартські війни
Прогресивні гешелі та консервативні надеріти (дві вигадані групи в романах), які вирушили на Шлях, швидко зустріли джартів. Конфлікт виник, щоб збити джартів зі Шляху — це частково вдалося протягом першого століття експансії Людства на Шлях. Обидві сторони воювали одна з одною, використовуючи дистанційні підпорядковані транспортні засоби для перевезення боєприпасів, загалом схожої конструкції (внаслідок спільного середовища). Людські транспортні засоби були «керовані» частковими особистостями, які зберігалися в системах пам'яті. Машини джартів мали подібні пристрої, хоча принаймні в одному задокументованому випадку одна з бойових машин була укомплектована фізичним черговим експедитором джартів, який згодом був захоплений.
Зрештою, джарти були відкинуті за межі 2 з 9 (2x10^9 км, або 2 мільярди кілометрів), на якому вони залишалися до 1174 року подорожі.
Після завершення Джартських воєн приблизно в 850 році подорожі гешелі та надеріти рушили на Шлях. Конфлікт, однак, призвів до втрат з обох сторін, і однією з найбільш значних була жертва інженера Корженовського, якого вбили ортодоксальні надери в Тіслдауні. Його особистість не була повністю втрачена, але повних резервних копій Інженера не існувало до подій 1175 року подорожі.

### Ранні дослідження людини
Відкриття воріт і використання польових технологій дозволили гешелям покрити Шлях ґрунтом і живими рослинами, а також наповнити його повітрям майже на світловий рік униз від Тістлдауну. Ця чудова місцевість залишалася пустелею протягом більшої частини життя Шляху. Ґрунт, повітря та вода були привезені зі світів, до яких можна було отримати доступ із Шляху. Швидко ті, хто відчиняв ворота, виявили, що епоха та походження Тістлдауна в сонячній системі Землі визначили, куди відкривалися ворота — майже без винятку (і ці винятки включали як наслідок нескінченності, що розглядається через геометрію суперпростору, як визначено Патріцією Васкес) альтернативні версії Землі в інших Всесвітах. Отже, з цими всесвітами була можлива комерція. Покриття поверхні шляху та заповнення шляху повітрям було зроблено простим шляхом відкриття воріт поблизу планети, не зайнятої розумом або надмірною кількістю тварин, а потім висмоктуванням повітря та ґрунту з цих світів, щоб покрити оголену поверхню Шляху.
Ворота увінчані куполами, утвореними з самого простору-часу. Як викривлення в геометрії простору-часу, їхню природу можна обчислити за допомогою інструментів ХХІ століття, розміщених на їхніх «поверхнях». Константа Pi, зокрема, зазнає найбільшого впливу.

### Місто Осі та виселення надеритів
З відкриттям (і повторним відкриттям раніше контрольованих джартами) воріт люди-мігранти отримали доступ до чудових технологій і здібностей і зробили можливим проживання в межах Шляху та на самій Ваді в новостворених Осі Торо та Осі Евкліда на 1.5 ex 7 (15 млн км). Вони розвинули торговельні відносини клієнт-покровитель з францами з Тимбла, а клієнт-клієнт — з талсітами. З розвитком технологій пам'яті була створена City Memory, і люди не тільки стали безсмертними, але й отримали можливість відроджуватися. Уряд змінився з утворенням Гексамона та правлячого Нексуса.
Ортодоксальні надеріти залишалися в Тістлдауні протягом століття після закінчення Джартських війн, але занепокоєння щодо безпеки Тістлдауну та небезпека втручання в механізми Шостої палати, щоб запобігти катастрофі, змусили гешелів силоміць виселити надеритів із Тістлдауна. Під час вимушеної міграції спалахнуло насильство, і для акліматизації надеритів більшість надеритів протягом одного року примусово зайняли місто Тістлдаун (анклав Гешеля).
До 950 року подорожі Тістлдаун був порожній, і історія розвивалася повільно до катаклізмів 1175 року подорожі.

### Геометричні ритми
Математична конструкція шляху, як вона написана, створює ритм або порядок, у якому розташовані точки воріт, що є наслідком поширення світових ліній уздовж складчастих геодезичних. На кожному кілометрі Шляху час повертається на рік назад. На кожен метр Шляху припадає мінімальний перетин зі світовими лініями 100 всесвітів. Однак є значні сегменти Шляху, де є майже нескінченна кількість Всесвітів, що містять альтернативні Землі.
Причина Геометричних Стосів, як їх називають, описана автором як прямий наслідок походження Шляху в Тістлдауні та його розвитку через розширення інерційного пом'якшувального поля Шостої Палати. По суті, Шлях прив'язаний до простору-часу Тістлдауна — Юнони в межах Сонячної системи Землі. Якби можна було побудувати такий Всесвіт, як Шлях, без квантової заплутаності, Геометричних стеків, швидше за все, не існувало б, або якщо вони існували, то не були б пов'язані з квантовою заплутаністю з певним континуумом. Оскільки Шлях і Тістлдаун переплутані, існування Стеків геометрії слід очікувати в рамках математичної теорії, вперше розробленої Патрісією Васкез у 1989 році щодо згорнутих просторових перетворень, виражених як функція кривизни суперпростору Шляху.
Існує гострий наслідок заплутаності Шляху — альтернативні всесвіти, до яких отримують доступ гейтси, і такі світи, як світи франців (Тімбл), талсітів і джартів, за визначенням повинні мати певну кількість заплутаності, навіть у найдрібнішій частині. Тому справедливо сказати, що ці світи насправді є альтернативними всесвітами та версіями Землі, хоча розбіжність і майже повна відсутність подібності насправді роблять їх справді дуже різними.
Найбільш примітним аспектом Стеків геометрії є їхня нескінченна кількість альтернативних Земель, у значно більшій кількості порівняно з комерційними воротами з партнерами, клієнтами та ворогами. У випадку зі світом талсітів можливе більше ніж одні Ворота в кількох місцях, оскільки ймовірність світу талсітів дійсно дуже чітко визначена. Так, можна продемонструвати з математичною точністю, що люди накладають дивовижний набір квантових стресів на свій домашній континуум, що призводить до майже нескінченності часових шкал для їхнього світу — усі однаково реальні. Отже, доведено, що квантова модель багатьох світів є реальною та доступною в романах, що є фантастичним досягненням.
Відкривачі воріт на рік подорожі 1174 вважають за краще не працювати в межах стеків геометрії, оскільки ці всесвіти вважаються не вартими зусиль визначення, враховуючи надзвичайну складність налаштування воріт у дуже вузьких межах стеків, де всесвіти часто розділені субквантовими відстанями.
Шлях, неминуче, перетнеться сам із собою, і з ядрами Зірок. З цього факту випливають визначні події. Крім того, Шлях охоплює всі події всередині себе в межах своєї довжини.

## Нагороди
- у 1987 році Еон був номінований на премію Артура К. Кларка[2]
- у 1996 році Спадщина була номінована на премію «Локус»[3]